# That Fatal Sneeze
That Fatal Sneeze è un cortometraggio muto del 1907 diretto da Lewin Fitzhamon.

## Trama
A cena, un vecchio signore decide di divertirsi e spruzza di pepe il suo giovane commensale che, starnutendo, giura tra sé e sé di vendicarsi. Si intrufola quindi nella stanza dell'altro e, mentre questi dorme, spande del pepe sui vestiti e sul suo fazzoletto. Quando il vecchio si risveglia, inizia a starnutire violentemente, danneggiando anche i mobili. Uscito in strada, continua a starnutire e a seminare guai intorno a sé: distrugge una bancarella di ortaggi, abbatte il muro di una casa e poi tutta la strada comincia ad ondeggiargli intorno. Alla fine, starnutisce tanto violentemente, che addirittura esplode lui stesso, scomparendo in una nuvola di fumo.

## Produzione
Il film fu prodotto dalla Hepworth.

## Distribuzione
Distribuito dalla Hepworth, il film - un cortometraggio di sei minuti - uscì nelle sale cinematografiche britanniche nel giugno 1907. In Ungheria, il titolo è stato tradotto in A végzetes tüsszentés.
La pellicola è stata masterizzata e distribuita in DVD dalla Kino Video in The Movies Begin (1894-1913), un'antologia in tre volumi. Nel terzo, Experimentation and Discovery, oltre ad altri cortometraggi francesi, britannici e statunitensi, viene presentata una serie di cinque film prodotti dalla Hepworth, How It Feels to Be Run Over (1900), Explosion of a Motor Car (1900), Rescued by Rover (1905), The Other Side of the Hedge (1904) e That Fatal Sneeze del 1907.